# Ayalan
Ayalan ist ein kleines Dorf im osttimoresischen Sucos Sabuli (Verwaltungsamt Metinaro, Gemeinde Dili).

## Geographie
Ayalan  liegt weniger als ein Kilometer vom Ortszentrums von Metinaro entfernt, dem Verwaltungssitz des Verwaltungsamtes Metinaro und des Sucos Sabuli. Das aus wenigen, etwas verstreuten Häusern bestehende Dorf liegt auf einer Meereshöhe von 49 m, am westlichen Ufer des temporären Flusses Lobain, der nur in der Regenzeit Wasser führt. Am anderen Ufer stehen bereits die ersten Häuser Metinaros. Administrativ gehört Ayalan zur Aldeia Behauc.